# Comala de Gómez
Comala de Gómez är en ort i Mexiko.   Den ligger i kommunen Atenango del Río och delstaten Guerrero, i den sydöstra delen av landet, 140 km söder om huvudstaden Mexico City. Comala de Gómez ligger 646 meter över havet och antalet invånare är 393.
Terrängen runt Comala de Gómez är huvudsakligen kuperad, men österut är den bergig. Comala de Gómez ligger nere i en dal. Runt Comala de Gómez är det glesbefolkat, med 10 invånare per kvadratkilometer. Närmaste större samhälle är Atenango del Río, 6,9 km sydväst om Comala de Gómez. I omgivningarna runt Comala de Gómez växer huvudsakligen savannskog.